# Ufficio per la Sicurezza Personale e per la Vigilanza
L'Ufficio per la Sicurezza Personale e la Vigilanza (U.S.Pe.V.) è un ufficio di staff del Capo del Dipartimento dell'amministrazione penitenziaria.
L'Ufficio è diretto da un Primo Dirigente del Corpo di Polizia Penitenziaria (articolo 6, comma 6, del D. Lgs. 21 maggio 2000, n. 146).
Esso si compone di due Reparti speciali di Polizia Penitenziaria, ciascuno retto da un dirigente del Corpo, ovvero il Reparto Sicurezza del Ministero della Giustizia ed il Reparto Sicurezza Organi Centrali del DAP.
Al Reparto Sicurezza del Ministero, funzionalmente dipendente dal Gabinetto del Ministro della Giustizia, spettano i compiti di vigilanza e presidio della sede ministeriale e quelli di protezione delle personalità appartenenti all'Amministrazione centrale della giustizia (ex articolo 2, comma 6 del D.L. 6 maggio 2002, n. 83, convertito. con modificazioni, nella Legge 2 luglio 2002, n. 133).
Gli appartenenti al Reparto Sicurezza del Ministero sono unità specializzate che frequentano il "Corso Scorte" presso gli istituti di formazione del Corpo di Polizia Penitenziaria.
Tutti gli operatori del Reparto sono abilitati alla guida operativa di autoveicoli blindati.
Al Reparto Sicurezza Organi Centrali sono demandati compiti di sorveglianza e controllo delle strutture centrali del Ministero della Giustizia diverse dalla sede ministeriale.
Può entrare a far parte dell'U.S.Pe.V. personale del Corpo di Polizia Penitenziaria che abbia almeno sette anni di servizio, che non abbia superato i 45 anni di età (50 se appartenente ai ruoli degli ispettori o sovrintendenti), che non abbia patologie che possano pregiudicare l'impiego operativo, che abbia conseguito ottime valutazioni caratteristiche negli ultimi tre anni e che non abbia pendenze disciplinari o penali.